# Mack Super-Liner
Mack Super-Liner (англ. Mack Super-Liner) — модель вантажного автомобіля, виробництва компанії Mack Trucks. Вироблявся у Північній Америці з 1977 по 1993 рік, у якості флагманської моделі з лінійки продукції Mack.  Після припинення виробництва у 1993 році Super-Liner був замінений на CL700; сьогодні його найближчим еквівалентом є модель Anthem.
З 1980 року модель продається Mack Trucks Australia; в даний час це третє покоління.

## Історія
Розробка Super-Liner почала своє життя на початку 1970-х років під керівництвом Brockway Motor Company, дочірнього виробника Mack Trucks. Використовуючи кабіну серії Mack R у своєму виробництві, Brockway майже безпосередньо змагався з Mack у продажах вантажних автомобілів великої вантажопідйомності. Після представлення Mack RS700, Brockway розпочав розробку моделі «Super-Liner», що має квадратний капот (для розміщення більшого радіатора / двигуна).

У 1977 році компанія Brockway Motor Company була закрита Mack Trucks після трудових суперечок, що припинили її існування. Поки значна частина Brockway була ліквідована, Mack продовжив подальшу розробку Super-Liner, ввівши його у виробництво до кінця 1977 року. Оскільки в конструкції вже використовувалася кабінка Mack RS, Super-Liner отримав лише незначні зміни перед початком виробництва, маючи внутрішній індекс — RW700.

## Огляд моделі

### Виробництво у США

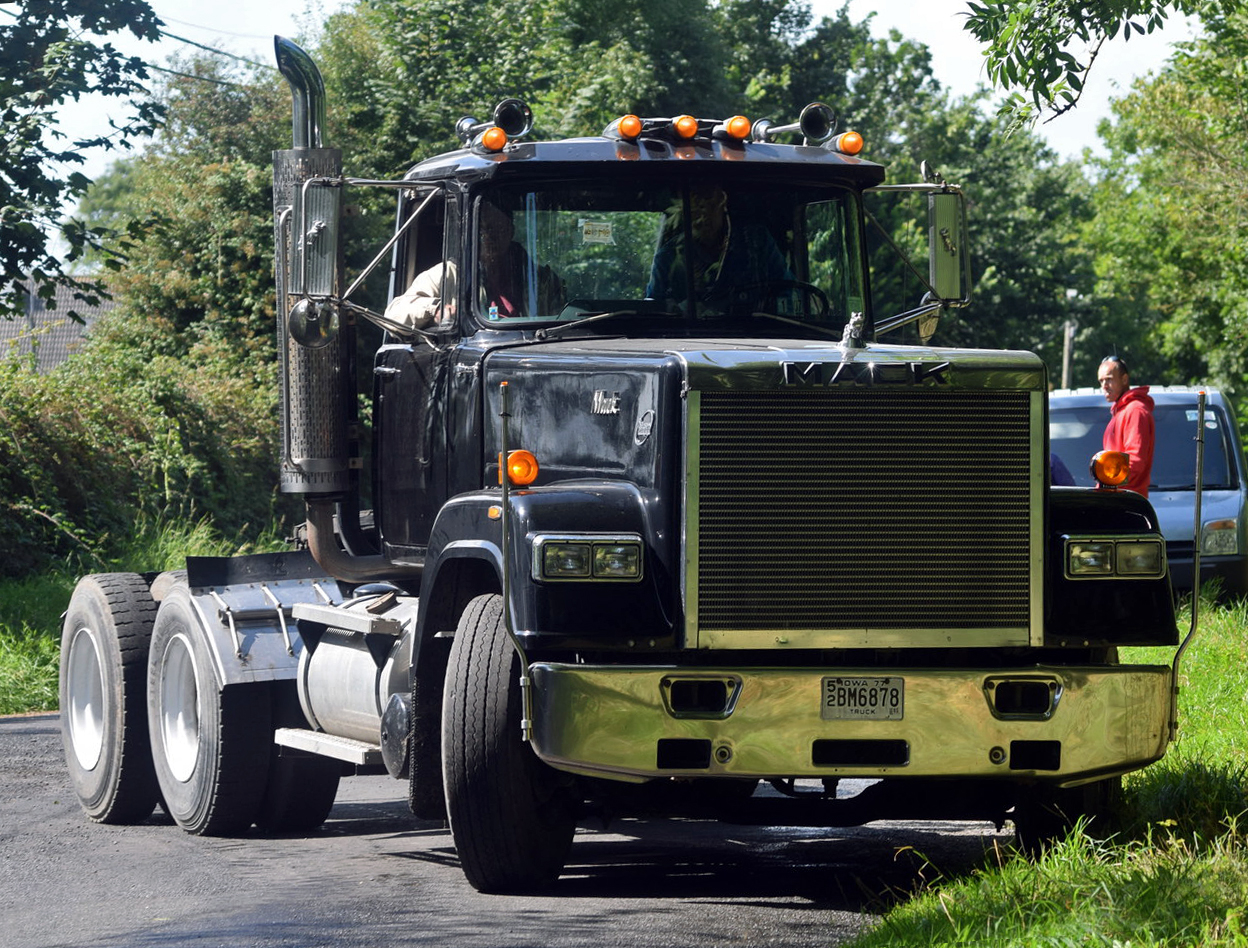
Mack Super-Liner. 1977 рік

Представлений у 1977 році Mack RW700 фактично замінив RS700. Спільно використовуючи кабіну тягачів серії R (разом із позначенням моделі), Super-Liner було побудовано на рамі WR Cruise-Liner COE. Super-Liner першого покоління зовні відрізняється чотирма круглими фарами (у прямокутному корпусі) та мав 3-спицеве кермо.
У 1985 році Mack представив Super-Liner другого покоління, який отримав назву Super-Liner II. Помітно схожий на свого попередника (за винятком чотирьох квадратних фар), Super-Liner II отримав раму MH Ultra-Liner COE. Поряд із детальними змінами інтер'єру було додано менший 2-спицевий кермо.
Після 1993 року виробництво Super-Liner RW-700 було припинено. В якості заміни Mack представив CL700, версію CH600 з більш довгим капотом.

#### Super-Liner Magnum
З нагоди появи Super-Liner II, Mack випустив спеціальну серію «Magnum» серії Super-Liner II та Ultra-Liners у 1985 році. Розроблений як пакет зовнішнього вигляду, Magnum Super-Liner був чорним з написом Magnum на капоті, червоною/помаранчевою смужкою кабіни та червоним салоном. Стандартним двигуном був дизельний Mack E9 V8 (400-500 к.с.) З 9-ступінчастою трансмісією Mack T2090.
Загалом Mack випустив 250 спеціальних видань Magnum у 1985 році. 186 були Super-Liner II, а інші 64 — COE Ultra-Liner.

### Виробництво у Австралії

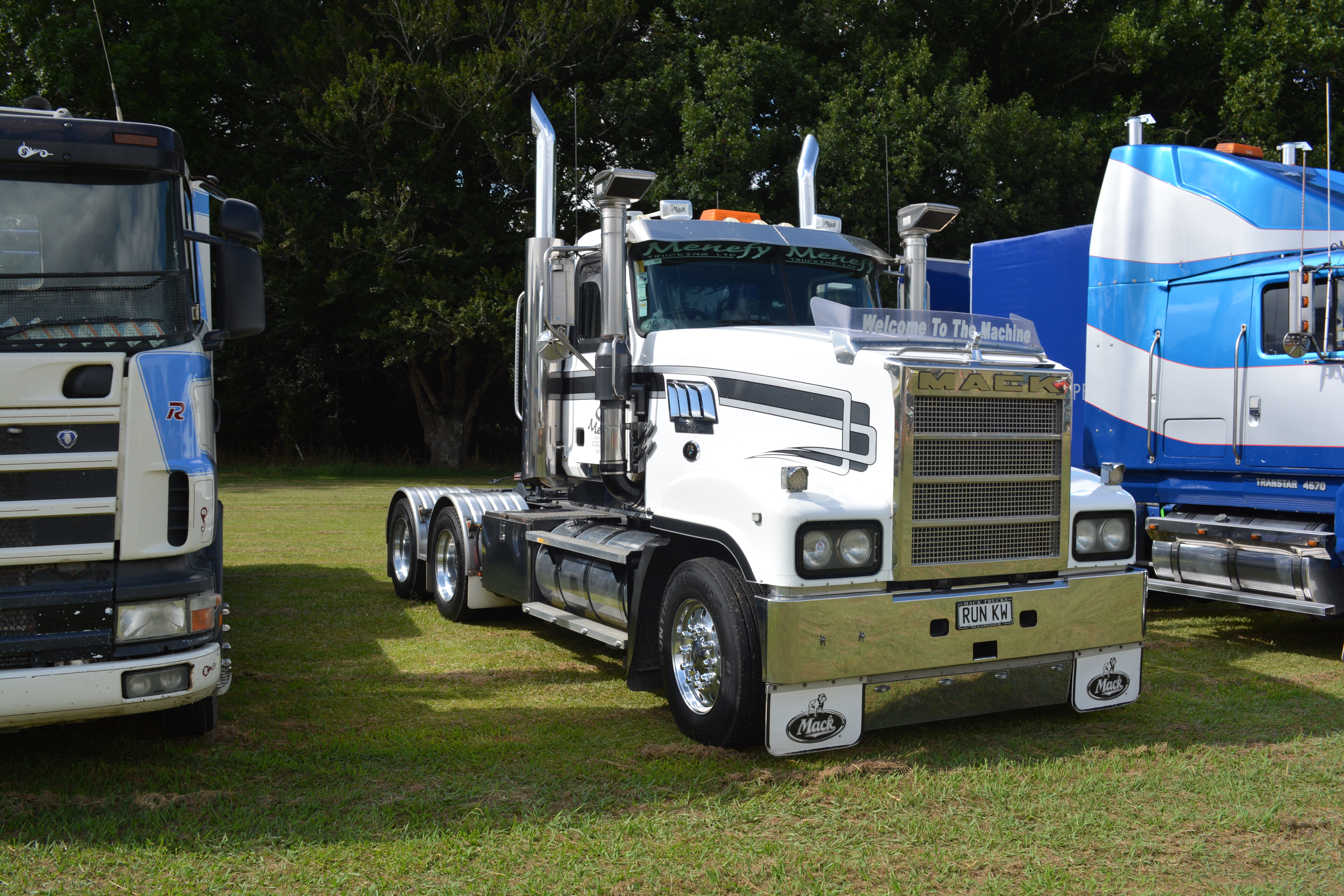
Mack Super-Liner III (Нова Зеландія, 2007 р.)

З 1980 року Mack Trucks Australia випускає Super-Liner у Австралії. На даний час виробляється вже трете покоління моделі. Наряду з моделлю Titan, Super-Liner пропонується з двигуном MP10 потужністю 685 к.с., найпотужнішим дизелем, що пропонується для цієї моделі.

#### Super-Liner IIBicentennial(Super-Liner II Двохсотліття)
На честь двохсотлітнього ювілею до Дня Австралії, Mack Trucks Australia побудувала 16 вантажних автомобілів Super-Liner II Bicentennial у 1988 році. Кожен екземпляр було названо на честь людей, що вплинули на австралійську історію, зокрема Джеймс Кук, капітан Блай, Людвіг Ляйхгард, Артур Філіп, Нед Келлі, Чарльз Кінгсфорд-Сміт, Джон Флінн та Вільям Говелл.
Вантажівки з 230 — дюймовою колісною базою оснащувалися дизельним двигуном V8 потужністю 500 к.с.

## Super-Liner у культурі
У фільмі «Конвой» 1978 року головний герой Мартін "Гумова качка" Пенуолд (Кріс Крістоферсон) керує Mack RS700L. Оскільки фільм був випущений після заміни RS700 на Super-Liner, Mack Trucks використовувала Super-Liner у всіх рекламних матеріалах та товарах, пов'язаних з фільмом.